# Parafia Narodzenia Najświętszej Marii Panny w Dobrej
Parafia Narodzenia Najświętszej Marii Panny w Dobrej – rzymskokatolicka parafia położona w południowo-wschodniej części powiatu tureckiego. Administracyjnie należy do diecezji włocławskiej (dekanat dobrski).
Do parafii należą wierni z miejscowości: Czajków, Chrapczew, Długa Wieś, Dobra, Linne, Marcinów, Mikulice, Ostrówek, Potworów, Stefanów oraz Szymany.

## Historia
Parafia w Dobrej została erygowana w XIV wieku, jeszcze przed nadaniem miastu praw miejskich. Wiadomo, że w 1521 roku proboszczem był tutaj Paweł z Kłobi z rekomendacji Stanisława Grabskiego - kasztelana spicymierskiego. Do parafii należeli wówczas wierni z miasta Dobra oraz wsi Linne, Chrapczew, Siemień, Długa Wieś, Potworów, Dzierzbotki i Orzepów. Była ona na tyle duża, że proboszcz miał do pomocy dwóch wikariuszy. Nieznana jest data wzniesienia pierwszego kościoła.
W 1780 roku miasto wraz z kościołem strawił pożar. Z inicjatywy ówczesnego proboszcza Andrzeja Kleszczyńskiego, zdołano odbudować tylko plebanię. Z inicjatywy kolejnego proboszcza Dominika Warckiego, odbudowano kościół. Finansowo wsparł to przedsięwzięcie Ignacy Gałecki - starosta bydgoski. Kiedy zabrakło pieniędzy, ks. Warcki sprzedał srebra kościelne, by pokryć rachunki.
W latach 1817–1843 proboszczem był ksiądz Jan Kuhn. Za jego probostwa zostały zakupione do kościoła pierwsze organy, wybudowana istniejąca do dziś plebania (1838), a także parkan kościelny i dzwonnica w 1840 roku. Kapitalnego remontu kościoła i plebanii dokonano w latach 1862–1887 z inicjatywy ks. Antoniego Kozłowskiego. Jego następca, ks. Leon Michalski zdecydował wraz z dozorem kościoła o potrzebie jego rozbudowy. Po złożeniu carskiej administracji wymaganych dokumentów zaczął gromadzić materiały budowlane.
Jednakże budowę obecnego kościoła rozpoczęto dopiero w 1905 roku gdy proboszczem był Ludwik Sperczyński. Pomimo wielu przeszkód nowa świątynia w stylu neorenesansowym, poświęcona została 18 kwietnia 1913 roku przez biskupa Stanisława Zdzitowieckiego. Dzięki darowiźnie Marii Kin w wysokości 7000 złotych proboszcz Stanisław Zawadzki zlecił wykonanie dwóch ołtarzy bocznych. Ustawione zostały one w listopadzie 1934 roku. Tenże sam proboszcz zakupił w 1936 roku zegar na kościelną wieżę, który znajduje się tam do dziś.
Dobrska świątynia została zniszczona przez wycofujące się wojska niemieckie. Zdetonowano w niej zgromadzone tutaj materiały wybuchowe. Odbudową zajął się ks. Kazimierz Woźniak. W końcu lat 80. XX wieku ks. Władysław Jach rozpoczął montaż organów, które zastąpiły wysłużoną fisharmonię. Jego dzieła dokończył dopiero proboszcz Józef Łochowski. 24 października 1993 roku instrument poświęcił bp Roman Andrzejewski.
Proboszczem parafii od 2019 roku jest ks. kan. Wojciech Marciszewski, dziekan dekanatu dobrskiego.